# Corder vegetal de Tartària

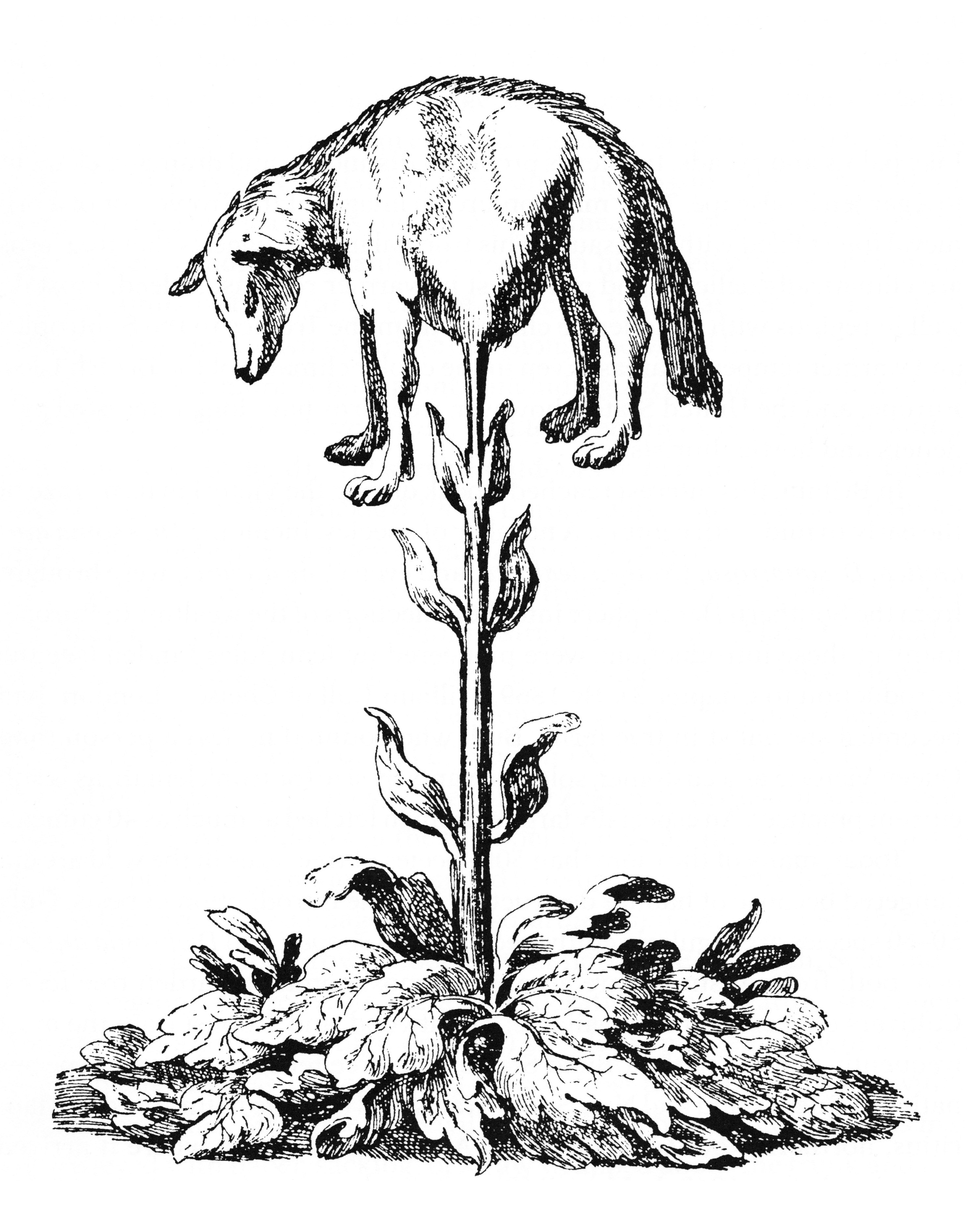
El corder vegetal de Tartària

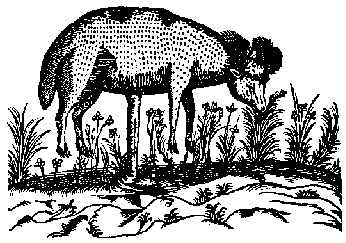
El corder vegetal en una il·lustració del segle XVII

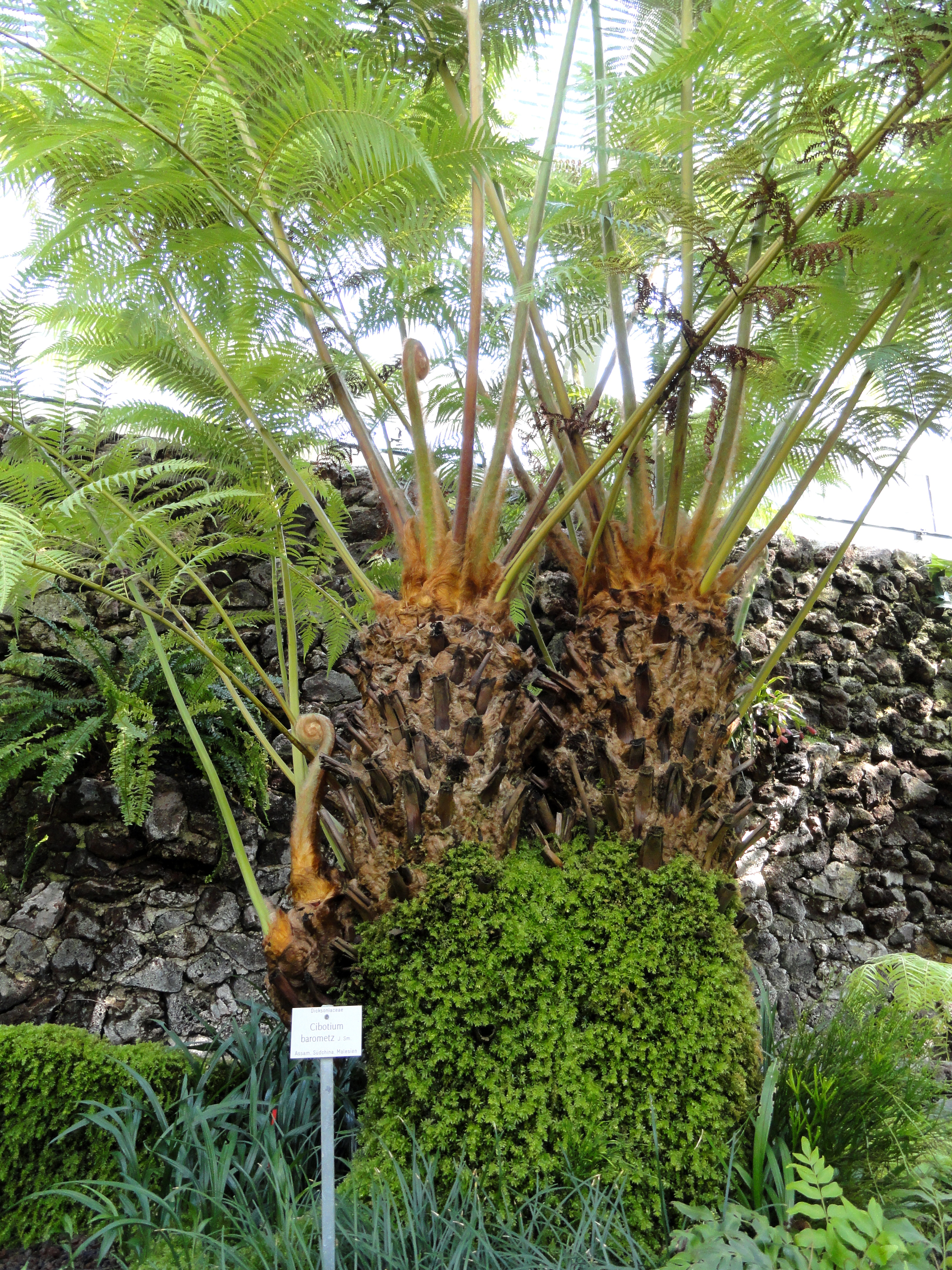
Cibotium barometz

El Corder vegetal de Tartària (en llatí: Agnus scythicus o Planta Tartarica Barometzés una criatura zoòfita de l'Àsia central i s'havia considerat que dels seus fruits sorgien ovelles. Aquesta ovella estaria connectada amb la planta a través del seu cordó umbilical i pasturava la terra al voltant de la planta. Quan ja no es podia accedir a més farratge tant l'ovella com la planta morien.
Existeix una falguera, Cibotium barometz,del gènere Cibotium. que hauria donat lloc a la llegenda pel fet que els seus rizomes semblen contenir llana.

## Orígens possibles
Hi ha una menció d'una planta-animal similar en el folklore jueu de l'any 436. Aquesta criatura es deia el Yeduah i estava connectada a una tija de la planta i les ossos d'aquests animals podien servir per elaborar profecies.
El frare menor Odoric de Pordenone, havent sentit parlar del corder vegetal, va parlar d'arbres de la costa del Mar d'Irlanda amb fruits com carbasses que al caure a l'aigua esdevenien percebes.
En el seu llibre The Shui-yang or Watersheep and The Agnus Scythicus or Vegetable Lamb (1892), Gustav Schlegel menciona la llegenda xinesa del "corder d'aigua" com la inspiració per al Corder vegetal de Tartària. La llana del corder d'aigua seria la més fina per a fer-ne vestits. (Al seu torn, l'origen del corder d'aigua és l'explicació per la Mar de seda).

## A la recerca de la llegenda

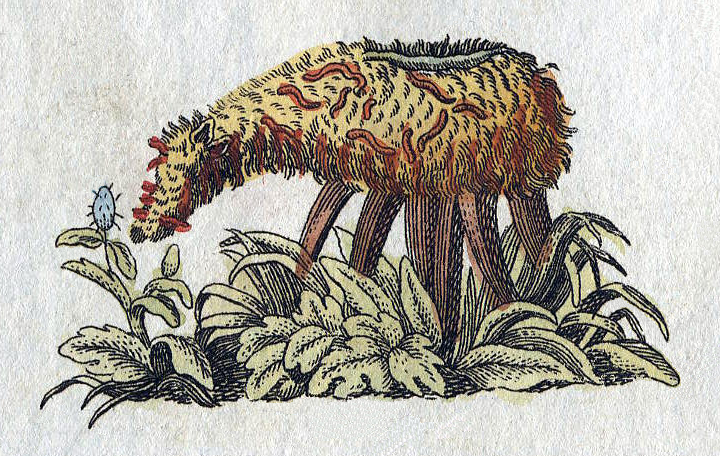
"Das Boramez, oder Scythische Lamm" del llibre il·lustrat per a infants de Friedrich Johann Justin Bertuch

Sir John Mandeville va donar aquesta llegenda al públic en general d'Anglaterra al sgle XIV durant el regnat d'Eduard III. Mandeville tornà de Tartària i va descriure un estrany fruit com una carbassa que hi creixia. Una vegada madur el fruit i obert mostrava com una ovella sense llana. El frit i l'ovella eren comestibles.
El frare Odoric de Friuli, també va viatjar molt i va dir que aquesta mena de fruit es trobava a Pèrsia.
A mitjan segle xvi, Sigismund von Herberstein, va detallar el relat de Barometz en les seves "Notes sobre Rússia." Ell va ubicar aquesta criatura al voltant de la Mar Càspia, va dir que tenia sang però no pas carn veritable.
El 1683 Engelbert Kaempfer va parlar amb els perses sense trobar cap evidència de l'existència d'aquesttipus de corder iva concloure que només era una llegenda.

## En poesia
El Dr. Erasmus Darwin en el seu llibre The Botanic Garden (1781), va escriure sobre el Borametz:

Guillaume de Salluste Du Bartas va escriure sobre el corder vegetal en el seu poema La Semaine (1587).